# Частный детектив (фильм)
«Частный детектив», другие названия «Охотник», «Наводчик»— французский кинофильм.

Премьера — 7 марта 1976.

## Сюжет
Сыщик по прозвищу Охотник (Жан-Поль Бельмондо) действует там, где обычные методы правосудия не работают. К его тайным услугам прибегают сильные мира сего, когда полицейские бессильны. В начале картины он помогает раскрыть тайную сеть продажи наркотиков. Только Охотник может обезвредить опасного гангстера и серийного убийцу по кличке Ястреб (Бруно Кремер), который использует молодых людей для ограбления банков и ювелирных магазинов, не оставляет никаких следов и убирает своих сообщников.
В одном из таких дел сообщник Ястреба Коста Вальдес чудом остаётся жив, но, запуганный насмерть, не хочет давать показаний. Охотника подсаживают с ним в одну тюремную камеру и вскоре они организуют побег. В ходе побега из насквозь коррумпированной тюрьмы Охотник сталкивается с бандой преступника Спитцера, стоявшего за преступной сетью наркоторговли, и ему удаётся остаться живым. Во время очередной разборки Вальдесу кажется, что Охотник погиб, он едет к Ястребу, чтобы убить его. Но Ястреба не оказывается на месте, в подвале его дома Вальдес находит тайник с награбленными деньгами и бриллиантами, которые пытается вытащить наружу, но неожиданно хозяин дома возвращается и убивает парня. Охотник, узнав, что его «подопечного», к которому он привык и даже подружился с ним, убили, решает отомстить за парня. Он вычисляет то, что Ястреб в обычной жизни работает бортпроводником на одной из авиалиний и покупает место в салон первого класса. В ходе полёта Охотник вызывает бортпроводника и в короткой схватке убивает преступника (в советском монтаже сцена убийства вырезана, фильм заканчивается тем, что Охотник и Ястреб напряженно смотрят друг на друга).

## В ролях
- Жан-Поль Бельмондо — Роже Пиляр / Джонни Лефон / «Охотник»
- Бруно Кремер — Ястреб, Жильбер
- Виктор Гарривье — адвокат Думек
- Жан Негрони — Спитцер
- Патрик Фьерри — Коста Вальдес
- Жан-Пьер Йоррис — Саличетти
- Мюриэль Бельмондо — стюардесса

## Съёмочная группа
- Сценаристы: Филипп Лабро, Жак Ланцманн
- Режиссёр — Филипп Лабро
- Оператор — Жан Пензер
- Композитор — Мишель Коломбье
- Продюсер — Ален Бельмондо

## Советский дубляж
- В советском дубляже Бельмондо озвучивал Александр Демьяненко, Бруно Кремера — Игорь Дмитриев.
- В варианте закадрового перевода Бельмондо озвучивал Николай Караченцов.

## Технические данные
- Цветной, звуковой (моно).
- Снят на плёнке Eastman Kodak 5247.